# Bell No. 1 ESS

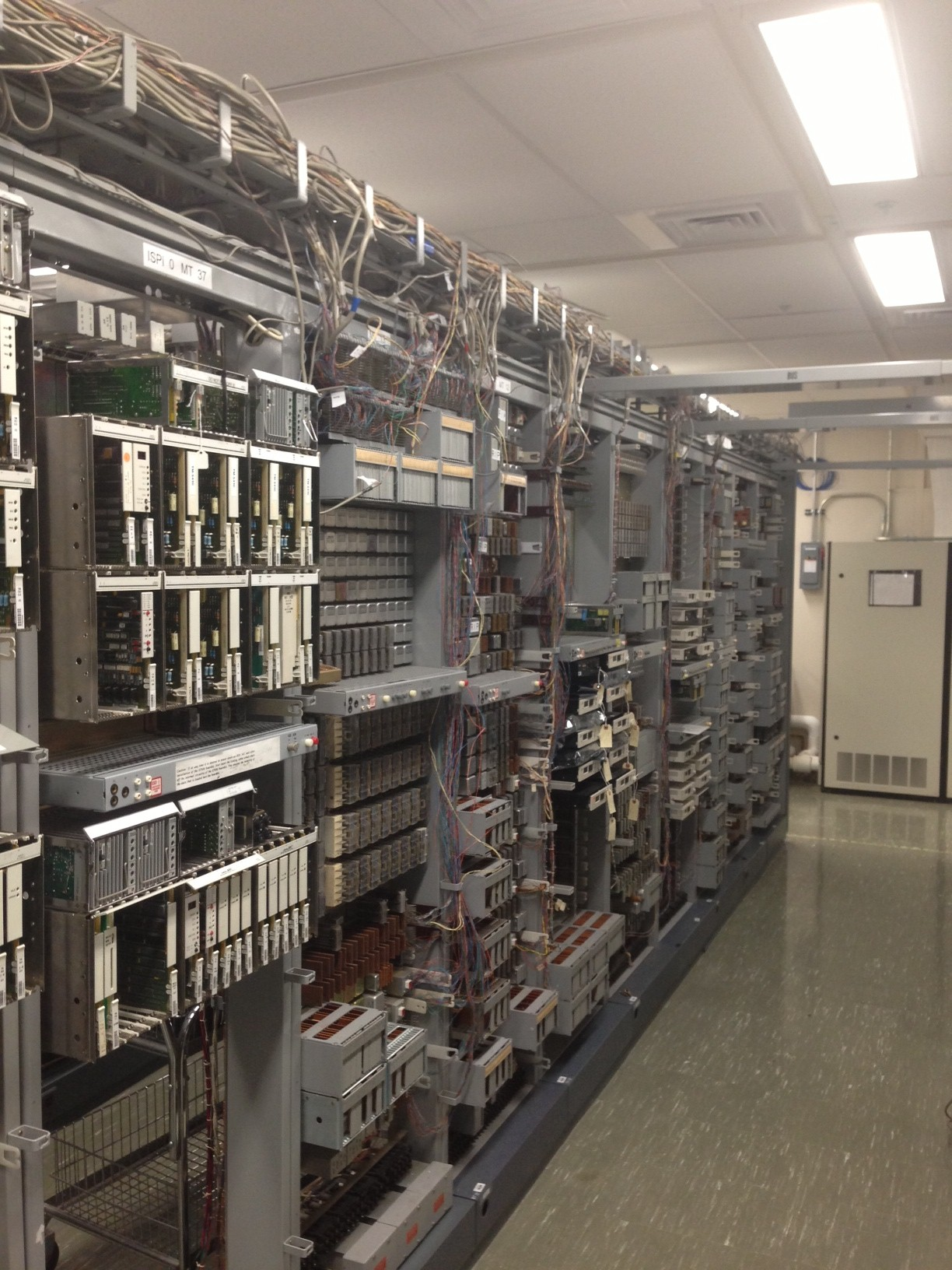
Vermittlungszentrale vom Typ 1ASS aus den späten 1970er-Jahren

Das Bell No.1 Electronic Switching System (kurz 1ESS) ist die erste regulär eingesetzte Vermittlungsstelle für Telekommunikation, die rein speicherprogrammiert arbeitete. 1ESS wurde 1965 in Succasunna, N.J., USA erstmals in Betrieb genommen.
1ESS verwendet einen redundanten Zentralprozessor in Harvard-Architektur. Telekommunikationsdienste können seither flexibel programmiert werden. Die Durchschaltung der Gespräche erfolgte über Reed-Relais.
Kompatibles Nachfolgesystem war das 1ASS mit einem schnelleren Prozessor und einen kompakteren Aufbau als das Vorgängersystem. 1ASS wurde 1976 eingeführt.
Die letzte #1 ESS Vermittlungsstelle der Vereinigten Staaten von Amerika befand sich in Odessa (Texas) und wurde am 17. Juni 2017 auf ein VoIP-basiertes System umgestellt. Sie war 43 Jahre in Betrieb.